# Windows Vista
El Windows Vista és la quarta última versió del Microsoft Windows, un sistema operatiu desenvolupat per Microsoft. Abans de l'anunci del nom de Vista, el 22 de juliol de 2005, era conegut pel seu nom en clau Longhorn, en honor del Longhorn Saloon, un bar famós a Whistler, Colúmbia Britànica. Bill Gates va confirmar en una roda de premsa que Microsoft s'havia gastat entre 8 i 9 mil milions de dòlars desenvolupant Windows Vista i la suite ofimàtica Office 2007.
D'acord amb Microsoft, la data de sortida programada pel Windows Vista va ser el 30 de novembre de 2006 per a edicions de negocis, i el 30 de gener del 2007 per a edicions per al consum. Una nota de premsa detallant les previsions de sortida va ser penjada a la pàgina de premsa del web de Microsoft el 21 de març del 2006: Microsoft Updates Windows Vista Road Map(anglès). Aquestes dates de llançament corresponen a més de 5 anys des de la sortida del Windows XP, l'anterior sistema operatiu de Microsoft. Així doncs, Microsoft aconsegueix un nou rècord, ja que mai en la seva història s'havia tardat tant a publicar una nova versió.

## Novetats
Windows Vista té noves característiques, com un interfície gràfica renovada anomenada Windows Aero, millores en el sistema d'indexació, noves eines de creació multimèdia, noves característiques d'àudio, sub-sistemes d'impressió de gràfics... El Vista també vol intentar augmentar el nivell de comunicació entre màquines en una xarxa domèstica utilitzant tecnologia peer-to-peer, fent més fàcil compartir arxius, oferint més opcions de contrasenyes i mitjans digitals entre ordinadors i dispositius.
Pels desenvolupadors, el Vista té un desenvolupament completament nou d'API, anomenat WinFX, basat en .NET Framework, el qual vol aconseguir simplificar significativament la feina dels desenvolupadors a l'hora d'escriure aplicacions envers el predecessor de WinFX, Win32. La tecnologia Virtual PC, permet que les versions anteriors de Windows puguin ser executades simultàniament amb Windows Vista a la mateixa màquina, amb l'esperança de poder executar aplicacions incompatibles amb Windows Vista.
Tanmateix, la principal meta de Microsoft amb el Vista ha estat millorar la seguretat en els sistema operatiu Windows. Entre els diversos motius de crítica de Windows XP, el més significatiu ha estat les seves vulnerabilitats de seguretat, i sobretot la vulnerabilitat envers el malware, virus i desbordament de buffer. Microsoft va prioritzar la millora de la seguretat en el Windows XP i el Windows Server 2003 abans d'acabar Windows Vista, la qual cosa ha retardat significativament la seva finalització.

## Windows Vista en català
El Windows Vista està disponible en català des del 3 d'abril del 2007, mitjançant la tecnologia LIP (Language Interface Pack - Paquet d'interfície d'idioma) que proporciona una traducció parcial del sistema. L'aplicació del paquet està limitada intencionadament a les versions en espanyol i francès del Windows Vista. A diferència del Windows XP, on la tecnologia de paquet d'idioma s'havia d'aplicar sobre versions idiomàtiques específiques (en el cas del català, sobre la versió en espanyol), Microsoft afirma que Windows Vista és neutre d'idioma, per la qual cosa els paquets d'idioma s'apliquen sobre el sistema, i no sobre cap llengua específica.

## Windows Aero
Windows Vista incorpora una nova interfície gràfica que es diu Windows Aero. Hi ha 2 versions que es diuen Windows Aero Basic i Windows Aero Glass. Windows Aero Basic funciona quan un ordinador no compleix els requisits. Si és la targeta gràfica que no compleix els requisits Windows Vista no pot fer funcionar Windows Aero Glass i el que fa és fer funcionar Windows Aero Basic. Windows Aero Glass funciona quan un ordinador compleix els requisits de la memòria i la targeta gràfica. Windows Aero té transparència, Windows Flip 3D, Windows Flip y moltes funcions. Windows Vista té Windows Presentation Foundation que ve amb el Microsoft .NET Framework 3.0. Amb aquesta utilitat pot fer que Windows Aero funcioni. També hi ha la nova API WinFX.

## Seguretat
Vista, inclou Windows Defender, que ajuda notablement en el manteniment i la seguretat del sistema operatiu. També inclou nous controls parentals, que ajuden que el sistema sigui més segur i estable.
Cal destacar, com a nota significativa, que només van passar dos dies després de llençar la versió beta de Windows Vista, es van posa en circulació 2 cucs informàtics que només afectaven al sistema operatiu Vista. A més, Inclou Internet Explorer 7, que és notablement més segur que IE6. Si bé és cert que no és considerat un sistema especialment més segur que els sistemes Unix, o altres sistemes operatius del mateix Windows, com poden ser Windows 98 SE o Windows 2000

## Requeriments del sistema
Els ordinadors capaços d'executar Windows Vista són classificades com Vista Capable i Vista Premium Ready. Un ordinador Vista Capable o equivalent és capaç d'executar totes les edicions de Windows Vista, encara que algunes de les característiques especials, així com gràfics de gamma alta pot requerir opcions addicionals o maquinari més avançat. Un ordinador Vista Premium Ready pot aprofitar els avantatges i característiques de Vista de gamma alta.
Les interfícies de treball Windows Vista Basic i Classic poden treballar amb pràcticament qualsevol maquinari gràfic que és compatible amb Windows XP o 2000 i, en conseqüència, la major part quan a la discussió al voltant de la interficie gràfica se centra amb els requisits de la interfície Windows Aero. A partir de Windows Vista Beta 2, la sèrie NVIDIA GeForce 6, posteriorment la ATI Radeon 9500, Intel GMA 950, gràfics integrats, i un grapat de chipsets VIA i S3 Graphics són compatibles. Encara que originalment el suport de les targetes GeForce FX sèrie 5 ha caigut cap a controladors de NVIDIA. L'últim controlador NVIDIA per tal de donar suport a la sèrie GeForce FX a Vista va ser 96,85. Microsoft ofereix una eina anomenada Windows Vista Upgrade Advisor per ajudar els usuaris de Windows XP i Vista per a determinar quines versions de Windows és capaç d'executar el seu ordinador.
|                                | Vista Capable   | Vista Premium Ready                              |
| ------------------------------ | --------------- | ------------------------------------------------ |
| Processador                    | 800 MHz         | 1 GHz                                            |
| Memòria d'accés aleatori (RAM) | 512 MB          | 1 GB                                             |
| Targeta gràfica                | DirectX 9.0     | DirectX 9.0 i suport per al controlador WDDM 1.0 |
| Memòria gràfica                | 32 MB           | 128 MB                                           |
| Capacitat del Disc dur         | 20 GB           | 40 GB                                            |
| Espai lliure                   | 15 GB           | 15 GB                                            |
| Altres unitats                 | DVD o bé CD-ROM | DVD o bé CD-ROM                                  |